# Morti nel 1673
| Questa pagina contiene informazioni ricavate automaticamente dalle voci biografiche con l'ausilio del template Bio e di un bot. L'aggiornamento è periodico e automatico e ricostruisce completamente la pagina. Se manca una persona in questa lista, sei pregato di non aggiungerla, ma accertati piuttosto che la sua voce biografica contenga il template Bio e che i dati anagrafici siano correttamente compilati. Se il template Bio manca, inseriscilo tu stesso o, in alternativa, metti l'avviso {{tmp\|Bio}} che ne segnala la mancanza. Se i dati riportati sono sbagliati, correggi direttamente la voce biografica; le modifiche saranno visibili in questa lista entro pochi giorni. Per chiarimenti vedi il progetto biografie. La lista contiene solo le 83 persone che sono citate nell'enciclopedia e per le quali è stato implementato correttamente il template Bio. Pagina aggiornata al 10 giu 2025. |

## Gennaio(7)
- 1º gennaio - Carlo Gualterio, cardinale e arcivescovo cattolico italiano (n. 1613)
- 6 gennaio - Wenzeslaus von Thun, vescovo cattolico tedesco (n. 1629)
- 11 gennaio - Bartolomeo Mastri, francescano, filosofo e teologo italiano (n. 1602)
- 15 gennaio - Anne-Marie Martel, religiosa francese (n. 1644)
- 23 gennaio - Elizabeth Stewart, nobildonna scozzese (n. 1610)
- 25 gennaio - Francesco Maria Fiorentini, medico, letterato e storico italiano (n. 1603)
- 26 gennaio - Jérôme Lalemant, gesuita francese (n. 1595)

## Febbraio(7)
- 2 febbraio - Kaspar Förster il Giovane, compositore e cantante lirico tedesco (n. 1616)
- 4 febbraio - Hoshina Masayuki, militare giapponese (n. 1611)
- 12 febbraio - Johann Philipp von Schönborn, arcivescovo cattolico tedesco (n. 1605)
- 14 febbraio - Carlo Roberti, cardinale e arcivescovo cattolico italiano (n. 1605)
- 17 febbraio - Molière, commediografo, attore teatrale e drammaturgo francese (n. 1622)
- 18 febbraio - Federico Borromeo, cardinale italiano (n. 1617)
- 25 febbraio - Joseph Caryl, religioso inglese (n. 1602)

## Marzo(6)
- 12 marzo - Margherita Teresa d'Asburgo (n. 1651)
- 15 marzo - Salvator Rosa, pittore, incisore e poeta italiano (n. 1615)
- 19 marzo - Gerrit van Bronckhorst, pittore e disegnatore olandese (n. 1636)
- 20 marzo - Vincenzo Rospigliosi, ammiraglio e nobile italiano (n. 1635)
- 26 marzo - Bernardina Floriani, monaca cristiana e badessa italiana (n. 1603)
- 28 marzo - Adam Pynacker, pittore, incisore e mercante olandese (n. 1620)

## Aprile(2)
- 16 aprile - Pietro Marchetti, chirurgo, anatomista e medico italiano (n. 1589)
- 19 aprile - Pitirim, monaco cristiano e arcivescovo ortodosso russo

## Maggio(8)
- 4 maggio - Richard Brathwaite, poeta inglese (n. 1588)
- 6 maggio - Werner Rolfinck, medico, scienziato e botanico tedesco (n. 1599)
- 9 maggio - Jacques Vallée Des Barreaux, poeta francese (n. 1599)
- 18 maggio - Samuel Des Marets, teologo francese (n. 1599)
- 19 maggio - Ingen Ryūki, poeta e calligrafo cinese (n. 1592)
- 24 maggio - Bartolomeo Corsini, poeta e traduttore italiano (n. 1606)
- 28 maggio - Joan Blaeu, cartografo e editore olandese (n. 1596)
- 29 maggio - Charles Rich, IV Conte di Warwick, nobile britannico (n. 1619)

## Giugno(3)
- 6 giugno - James Hamilton, militare scozzese (n. 1620)
- 6 giugno - Eugenio Maurizio di Savoia-Soissons, nobile e militare francese (n. 1633)
- 25 giugno - Charles de Batz de Castelmore d'Artagnan, nobile e militare francese (n. 1615)

## Luglio(4)
- 4 luglio - Robert Moray, politico scozzese
- 4 luglio - Willem Ormea, pittore olandese (n. 1611)
- 9 luglio - Johann Rudolph Ahle, compositore e organista tedesco (n. 1625)
- 17 luglio - Giulio Pezzola, brigante italiano (n. 1598)

## Agosto(2)
- 11 agosto - Edward Spragge, ammiraglio irlandese (n. 1629)
- 21 agosto - Henry Grey, I conte di Stamford, nobile e militare inglese (n. 1599)

## Settembre(4)
- 6 settembre - Jan Thomas van Ieperen, pittore, incisore e disegnatore fiammingo (n. 1617)
- 14 settembre - Catalano Alfieri, nobile e militare italiano (n. 1602)
- 21 settembre - Lorenzo Imperiali, cardinale italiano (n. 1612)
- 24 settembre - Pieter Holsteijn II, incisore, pittore e disegnatore olandese

## Ottobre(5)
- 2 ottobre - Panagiotis Nikousios, medico ottomano (n. 1613)
- 5 ottobre - Francesco Grue, ceramista italiano (n. 1618)
- 17 ottobre - Thomas Clifford, I barone Clifford di Chudleigh, politico britannico (n. 1630)
- 17 ottobre - Diego Osorio de Escobar y Llamas, vescovo cattolico spagnolo
- 20 ottobre - Barent Fabritius, pittore, incisore e disegnatore olandese (n. 1624)

## Novembre(4)
- 10 novembre - Michele Korybut, sovrano polacco (n. 1640)
- 14 novembre - Mario de' Fiori, pittore italiano (n. 1603)
- 17 novembre - Jacob van der Does, incisore, pittore e disegnatore olandese (n. 1623)
- 29 novembre - Armand de Gramont, nobiluomo francese (n. 1637)

## Dicembre(10)
- 1º dicembre - Anthonie Palamedes, pittore, incisore e disegnatore olandese (n. 1602)
- 6 dicembre - Guillaume le Vasseur de Beauplan, ingegnere, architetto e cartografo francese
- 10 dicembre - Angelo Petricca, missionario e scrittore italiano (n. 1601)
- 11 dicembre - Pier Francesco de' Rossi, nobile, giurista e archivista italiano (n. 1591)
- 13 dicembre - Pedro Nuño Colón de Portugal, nobile, politico e militare spagnolo (n. 1618)
- 15 dicembre - Margaret Cavendish, scrittrice, filosofa e saggista inglese (n. 1623)
- 18 dicembre - Giovan Battista Foppa, arcivescovo cattolico italiano (n. 1603)
- 18 dicembre - Francesco Gonzaga, vescovo cattolico italiano (n. 1603)
- 27 dicembre - Sofia Margherita di Anhalt-Bernburg, nobile (n. 1615)
- 31 dicembre - Oliver Saint John, politico britannico (n. 1598)

## Senza giorno specificato(21)
- Karen Andersdatter, nobildonna danese
- Andrea di Totma, santo russo (n. 1638)
- Johannes Bach, musicista tedesco (n. 1604)
- Gennaro Maria D'Afflitto, religioso, architetto e ingegnere italiano (n. 1618)
- Tommaso Del Bene, filosofo, teologo e letterato italiano (n. 1592)
- Filippo Di Chiese, militare e architetto italiano (n. 1629)
- Joannes Baptista Dolar, gesuita e compositore sloveno
- Luis Fernández de Córdoba y Arce, generale e navigatore spagnolo (n. 1593)
- Francesca Zatrillas, nobildonna spagnola (n. 1642)
- Gong Dingzi, scrittore e poeta cinese (n. 1615)
- Regnier de Graaf, anatomista olandese (n. 1641)
- Hu Zhengyan, artista, tipografo e editore cinese (n. 1584)
- Gian Battista Macolino, pittore italiano (n. 1604)
- Giovan Battista Montini, pittore italiano (n. 1613)
- Ignace-Gaston Pardies, fisico, matematico e gesuita francese (n. 1636)
- Pietro De Marino, architetto, ingegnere e cartografo italiano
- Paolo Porpora, pittore italiano (n. 1617)
- Fëdor Alekseevič Rtiščev, filantropo russo (n. 1625)
- Raffaello Vanni, pittore italiano (n. 1595)
- Daniël de Blieck, pittore olandese (n. 1610)
- Henri de Montfaucon de Villars, scrittore francese (n. 1635)